# Џејмс Макарти
Џејмс Патрик Макарти (енгл. James Patrick McCarthy; 12. новембар 1990) ирски је фудбалер рођен у Шкотској који игра на позицији централног везног играча и тренутно наступа за Кристал палас и Републике Ирске.